# Da’an (köpinghuvudort i Kina, Hainan Sheng, lat 19,29, long 109,37)
Da'an är en köpinghuvudort i Kina. Den ligger i provinsen Hainan, i den södra delen av landet, omkring 130 kilometer sydväst om provinshuvudstaden Haikou. Antalet invånare är 13 574. Befolkningen består av 6 275 kvinnor och 7 299 män. Barn under 15 år utgör 28,0 %, vuxna 15-64 år 65 %, och äldre över 65 år 6,0 %.
Runt Da'an är det ganska tätbefolkat, med 75 invånare per kvadratkilometer. Närmaste större samhälle är Qifang, 14,0 km väster om Da'an. I omgivningarna runt Da'an växer huvudsakligen savannskog.
Genomsnittlig årsnederbörd är 2 369 millimeter. Den regnigaste månaden är juli, med i genomsnitt 411 mm nederbörd, och den torraste är januari, med 20 mm nederbörd.